# Elefantenrüssel (Typografie)

Elefantenrüssel (grün) in Buchstaben der Walbaum-Fraktur

Als Elefantenrüssel bezeichnet man in der Paläografie und in der Druckersprache ausladende Anschwünge von Großbuchstaben. Sie kommen in spätmittelalterlichen Urkunden und Handschriften vor, die in der Schriftart Bastarda geschrieben sind, sowie im Buchdruck in der Fraktur. 
Der Elefantenrüssel ist ein in geschwungenem, s-förmig gekrümmtem Zug gebildetes Zierelement, das bei einigen Großbuchstaben an verschiedenen Stellen vorkommt:
- links oben angehängt:

| A | B | J | M | N | P | R | T | V | W | Y |
| 𝔄 | 𝔅 | 𝔍 | 𝔐 | 𝔑 | 𝔓 | ℜ | 𝔗 | 𝔙 | 𝔚 | 𝔜 |
- rechts angehängt:

| L |
| 𝔏 |
- den mittleren senkrechten Strich ersetzend:

| C | E | G | T |
| ℭ | 𝔈 | 𝔊 | 𝔗 |
Entstanden ist der Rüssel-Anschwung in Böhmen, bezeugt ist er ab dem späten 14. Jahrhundert in der Reichskanzlei, in einer Zeit, zu der die Könige von Böhmen auch im römisch-deutschen Reich herrschten. Später wurde dieses Stilelement von der Fraktur (siehe Theuerdank) übernommen.